# Strictly 4 My N.I.G.G.A.Z.
Strictly 4 My N.I.G.G.A.Z. är 2Pacs andra studioalbum, som släpptes av Interscope Records den 16 februari 1993.

## Låtlista
| Nr  | Titel                                               | Producent(er)               | Längd |
| --- | --------------------------------------------------- | --------------------------- | ----- |
| 1.  | Holler If Ya Hear Me                                | Stretch                     | 4:38  |
| 2.  | Pac's Theme (Interlude)                             | The Underground Railroad    | 1:56  |
| 3.  | Point the Finga                                     | Big D The Impossible        | 4:25  |
| 4.  | Something 2 Die 4 (Interlude)                       | 2Pac & Big D The Impossible | 2:43  |
| 5.  | Last Wordz (feat. Ice Cube & Ice-T)                 | Bobby "Bobcat" Ervin        | 3:36  |
| 6.  | Souljah's Revenge                                   | Bobby "Bobcat" Ervin        | 3:16  |
| 7.  | Peep Game (feat. Deadly Threat)                     | Bobby "Bobcat" Ervin        | 4:28  |
| 8.  | Strugglin' (feat. Live Squad)                       | Live Squad                  | 3:33  |
| 9.  | Guess Who's Back                                    | Special Ed                  | 3:06  |
| 10. | Representin' 93                                     | Truman Jefferson            | 3:34  |
| 11. | Keep Ya Head Up                                     | DJ Daryl                    | 4:22  |
| 12. | Strictly 4 My N.I.G.G.A.Z...                        | Lay Law                     | 5:55  |
| 13. | The Streetz R Deathrow                              | Stretch                     | 3:26  |
| 14. | I Get Around (feat. Digital Underground)            | The D-Flow Production Squad | 4:19  |
| 15. | Papa'z Song (feat. Wycked & Poppi)                  | Big D The Impossible        | 5:25  |
| 16. | 5 Deadly Venomz (feat. Treach, Apache & Live Squad) | Stretch                     | 5:13  |

## Singlar
| Information |
| --- |
| "Holler If Ya Hear Me" - Släppt: 4 februari 1993                                                                     |
| "I Get Around" - Släppt: 10 juni 1993 - A-sidan: "Nothing But Love"                                                  |
| "Keep Ya Head Up" - Släppt: 28 oktober 1993 - B-sidan: "Rebel of the Underground", "I Wonder If Heaven Got a Ghetto" |
| "Papa'z Song" - Släppt: 17 mars 1994 - B-sidan: "Peep Game", "Cradle to the Grave"                                   |

### Singelplaceringar
| År   | Sång              | Placering         | Placering             | Placering     | Placering       | Placering                          |
| År   | Sång              | Billboard Hot 100 | Hot R&B/Hip-Hop Songs | Hot Rap Songs | Rhythmic Top 40 | Hot Dance Music/Maxi-Singles Sales |
| 1993 | "I Get Around"    | #11               | #5                    | #8            | #7              | #2                                 |
| 1993 | "Keep Ya Head Up" | #12               | #7                    | #2            | #3              | #2                                 |
| 1994 | "Papa'z Song"     | #87               | #82                   | #24           | -               | -                                  |

## Albumplacering
| År   | Album                      | Placering     | Placering              |
| År   | Album                      | Billboard 200 | Top R&B/Hip-Hop Albums |
| 1993 | Strictly 4 My N.I.G.G.A.Z. | #24           | #4                     |